# Jean Rhys
Jean Rhys   (Roseau, 24 d'agost de 1890 - Exeter, 14 de maig de 1979) va ser una escriptora britànica. Va néixer a Roseau, quan l'illa de Dominica encara formava part de l'Imperi Britànic. El seu pare era gal·lès i la seva mare criolla, però amb arrels escoceses. Als setze anys es va traslladar a Anglaterra, on va treballar a Londres com a cronista, però amb tant poc d'èxit que fins i tot va arribar a entrar a la presó.
En la dècada de 1920 va viatjar pel continent europeu i va viure una època a París. Durant aquest període Rhys va viure gairebé en la pobresa, però també va familiaritzar-se amb l'art modernista i la literatura. Les seves experiències de la societat patriarcal i els sentiments de sentir-se poc acceptada, així com la seva infància difícil, en què no era tolerada ni per la societat criolla ni per l'europea resident a Dominica, van marcar la seva manera de ser i, de retop, la seva obra.